# Maria Lassnig
Maria Lassnig, nascida em 8 de setembro de 1919 em Kappel am Krappfeld e falecida em 6 de maio de 2014 em Viena, foi uma artista austríaca.
Conhecida por seus autorretratos pintados e sua teoria da "consciência corporal". Ela foi a primeira artista feminina a ganhar o Grande Prêmio do Estado Austríaco em 1988 e recebeu a Decoração Austríaca para Ciência e Arte em 2005. Lassnig viveu e lecionou em Viena de 1980 até sua morte.
A sua pintura figurativa evoca essencialmente o corpo: nas suas palavras, pretende representar “as sensações internas do corpo”. O seu trabalho é comprometido, várias das suas pinturas tratam de temas delicados como as crianças soldados ou o fim da vida. Profundamente feminista, ela faz da igualdade de gênero um tema recorrente.